# Solo für Weiss – Das verschwundene Mädchen
Solo für Weiss – Das verschwundene Mädchen ist ein deutscher Kriminalfilm von Thomas Berger aus dem Jahr 2016. Es handelt sich um den ersten Fall innerhalb der ZDF-Filmreihe Solo für Weiss, in der Anna Maria Mühe die beim LKA angestellte Zielfahnderin Nora Weiss spielt.
Bei der Suche nach einem entflohenen Straftäter kommt sie einer Mädchenhändlerorganisation auf die Spur. Der Kreis schließt sich in Fall 2 Solo für Weiss – Die Wahrheit hat viele Gesichter.

## Vorgeschichte
Nach Überzeugung des Gerichts steht am Ende eines langen Indizienprozesses zweifelsfrei fest, dass die 13-jährige Lisa Harms in der Wohnung von Matthias Mattner ermordet wurde. Neben Kleidung und DNA-Spuren des Mädchens wurde am Tatort auch dessen Blut gefunden. Der Richter betont: „Dem Gericht ist die Aufmerksamkeit, die dieser Fall in den Medien hervorgerufen hat, bewusst. Ich möchte noch einmal betonen: Verurteilung und Strafmaß sind unbeeinflusst von der öffentlichen Meinung. Einzig die hier in diesem Saal gemachten Zeugenaussagen und die vorgelegten Indizien bilden die Grundlage für folgende Entscheidung: Im Mordfall der 13-jährigen Lisa Harms folgt das Gericht dem Antrag der Staatsanwaltschaft und verurteilt Matthias Mattner zu einer lebenslangen Freiheitsstrafe.“

## Handlung
In Lettland feiert man den 9. Geburtstag von Daina, dem Patenkind der Zielfahnderin Nora Weiss. Zur selben Zeit gelingt es dem verurteilten Matthias Mattner, aus dem Toilettenfenster des Gerichtsgebäudes zu fliehen, das der ihn beaufsichtigende Justizbeamte zuvor weit geöffnet hatte. Im Anschluss schlug der Beamte seinen eigenen Kopf gegen die Wand und ging mit einer Pistole auf Mattner los. Es kam zu einem Kampf. Weiss, die sich mit ihrer Nichte auf der Fähre von Lettland zurück in ihren Wohnort Lübeck aufhält, vermisst das Mädchen, das nur kurz die Toilette aufsuchen wollte. Im Toilettenvorraum findet sie ein Halskettchen, ihr Geburtstagsgeschenk für Daina. Die Zielfahnderin schafft es nicht, die Autos daran zu hindern, die Fähre zu verlassen. Daina indes bleibt verschwunden.
Als Weiss mit ihrem neuen Kollegen Simon Brandt spricht, der sich aus privaten Gründen vom Betrugsdezernat in Dortmund versetzen ließ, erzählt er ihr von dem Fall Lisa Harms, dem Mädchen, das vor einem Jahr spurlos verschwand. Es habe keine Lösegeldforderung gegeben. Im Verlauf der Ermittlungen sei man mehr durch Zufall auf Matthias Mattner gestoßen. Seiner Nachbarin sei ein blutiger Mädchenslip in der gemeinsamen Mülltonne aufgefallen; in Mattners Wohnung habe man dann Blutspuren gefunden, die man eindeutig Lisa habe zuordnen können.
Nora erzählt ihrem Vater, Pastor Rainer Weiss, dass ihr Chef Jan Geissler sich persönlich um das Verschwinden Dainas kümmern werde, weil er ihr den Fall des geflohenen Matthias Mattner übertragen habe. Ihr Vater drängt darauf, dass sie Anna Balodis, Dainas Mutter, informiert. Dieser Anruf fällt Nora sehr schwer. Balodis kündigt ihr sofortiges Kommen an. Im Fall Mattner bringt Weiss in Erfahrung, dass dieser bis vor zwei Jahren verheiratet war und zwei Kinder hat. Man stößt auf die Spur eines Henrik Baer, der mit Mattner befreundet sein soll und in der Reederei in der Abteilung für Frachtpapiere arbeitet. Als Weiss und Brandt ihn vernehmen wollen, läuft er weg; ihr Versuch, ihn einzuholen, misslingt.
Weiss führt als Nächstes ein Gespräch mit Lisa Harms’ Eltern. Besonders ihr Vater hadert mit dem Geschehen, aber auch ihrer Mutter geht es schlecht. In Lisas Zimmer findet die Zielfahnderin ein Kleid, das für die Verhältnisse des jungen Mädchens viel zu teuer ist. Sie bringt in Erfahrung, dass dieses vor über einem Jahr von einem jungen Mann in Travemünde gekauft wurde, der dort mit Lisa erschienen war und 600 Dollar hinblätterte. In der Zwischenzeit sind auf Baers Laptop unzählige Fotos von Kindern in eindeutigen Posen sichergestellt worden. Auf Weiss’ Handy geht eine Nachricht ein, mit der ihr jemand signalisiert, dass er ihr bei der Suche nach Daina helfen könne. Sie dürfe die Nachricht aber niemandem zeigen. Weiter steht dort: „Ich bin unschuldig, helfen Sie mir das zu beweisen, dann sage ich Ihnen, wo Sie Daina finden können.“ Weiss fährt zu Geissler und informiert ihn. Dieser will jedoch nichts davon wissen, dass Mattner nicht der Mörder Lisas sei.
Eine persönliche Kontaktaufnahme Mattners mit Weiss wird durch Brandt unbeabsichtigt vereitelt, woraufhin Mattner sich zunächst zurückzieht. Inzwischen steht fest, dass Valerio D., ein sogenannter Loverboy, Lisa das Kleid gekauft hat. Valerio ist zusammen mit seinem Bruder Adrio aus Belgien nach Deutschland gekommen. Weiss erkennt Adrio auf einem Foto wieder, das sie auf der Fähre von Daina gemacht hat, er ist im Hintergrund zu sehen. Ein Anruf Mattners lotst Weiss zum Containerhafen. Dort wird Baer gefunden. Er ist tot. Auf Geisslers Frage, woher sie den Hinweis hatte, gibt Weiss keine Antwort. Sie sieht in Mattner ihre einzige Chance, Daina zu finden.
Man stößt auf Henrike Kreutzer, eine Internetbekanntschaft Mattners, die diesen einmal angeschwärzt hatte, er habe ihr Kind „angefasst“. Im Gespräch mit Weiss meint sie, Mattner habe keine Freundin, sondern eine Mami gesucht. In einem weiteren Anruf bestellt Mattner Weiss zu einem Treffpunkt, wo sie in einen bereitgestellten Lieferwagen einsteigen soll. Kaum ist das passiert, wird die Tür geschlossen und der Wagen setzt sich in Bewegung. Mattner nimmt telefonisch Kontakt mit Weiss auf und erzählt ihr, die Mädchen seien meist von den Fähren entführt worden, indem sie betäubt und im Kofferraum der das Schiff verlassenden Autos versteckt worden seien. Er habe diese Wagen dann übernommen. Dafür habe man ihn bezahlt. Bei den Auftraggebern habe es sich wohl um junge Rumänen gehandelt, das wisse er aber nicht genau. Auch wisse er nicht, was sie dann mit den Mädchen gemacht hätten. Lisa, die man auf dem Schulweg abgepasst und betäubt habe, habe sich widersetzt, sie habe zur Polizei gehen und alles erzählen wollen. Da der Wagen nicht angesprungen sei, habe er Lisa mit zu sich nach Hause nehmen sollen, bis man sie abhole. Geblutet habe sie, weil sie sich beim Transport im Kofferraum verletzt habe. Nicht er habe ihr den Slip ausgezogen, das seien die anderen gewesen. Vehement bestreitet er, pädophile Neigungen zu haben, auch habe er Henrikes Tochter nie angefasst. Lisa Harms habe gelebt, als man sie bei ihm abgeholt und weggebracht habe. Fliehen habe er müssen, weil der Polizist ihn habe erschießen wollen, es habe aussehen sollen, als hätte man ihn bei einem Fluchtversuch erschossen. Gleichzeitig mit dem abrupt abbrechenden Telefonat fällt ein Schuss. Die Wagentür wird geöffnet. Geissler steht vor Nora, Mattner ist tot. Über einen Stick, den Mattner bei sich hat, stoßen beide auf die Adresse eines Roman Sokolov, der vor zwei Jahren mit Valerio D. in Hamburg eingesessen hat. Ein Polizeikommando unter Leitung von Geissler und Weiss fährt zum Appartementhaus Valerios. Geissler schießt ohne Vorwarnung auf Valerio und seinen Bruder Adrio. Zahlreiche blutjunge Mädchen befinden sich im Haus.
Die Situation eskaliert, als Brandt von Geissler zum Tod Mattners wissen will, wie ein Rechtshänder sich links in den Kopf geschossen haben soll und dass es zwei weitere Tote gebe, die er, Geissler, erschossen habe. Außerdem sei der Polizist, der Mattner habe erschießen wollen, ein Freund von ihm gewesen und hätte an diesem Tag eigentlich dienstfrei gehabt. Weiss ist außer sich, als Geissler auf keine der Fragen eine Antwort geben kann oder will.
Noras Vater hält eine Predigt. Später meint Brandt, er werde das dumpfe Gefühl nicht los, dass einige von denen, die einen Kinderpuff besuchen, auch in der Kirche gewesen seien. Als Weiss und Brandt im Hafen sind, sehen sie ganz plötzlich die kleine Daina auftauchen. Brandt meint: Die haben sie laufen lassen, damit wir aufhören, nach ihnen zu suchen, werden wir aber nicht.

## Profil Nora Weiss
Jutta Lieck Klenke, verantwortlich für die Produktion, stellte die Frage, die Produzenten sich bei einer neu zu etablierenden Figur stellen, nämlich, wie schafft man es, eine Figur zu kreieren, „die sichtbar werden kann neben all den anderen Ermittlern im deutschen Fernsehen?“ Nora Weiss ist eine toughe, mutige Einzelgängerin, jung, hochintelligent und Perfektionistin. Aufgewachsen ist sie im Osten in einem Pastorenhaushalt. Das macht sie aus. Sie liebt ihre Heimat, lebt gern in ihrem Haus am Meer. Ihr Wesen ist von Ernsthaftigkeit geprägt immer im Wissen, dass eine große Verantwortung auf ihr ruht nicht nur den Opfern gegenüber, sondern auch deren Angehörigen.
Die Produzentin äußerte, „Anna Maria Mühe [sei] ein Glücksfall für jeden Film in dem sie spiel[e]. Wo sie [sei], breite sich Magie auf der Leinwand aus“. Mit „diesem starken Pfund“ gehe man in „zwei hochkomplexe Fälle“.

## Produktion, Veröffentlichung, Quote
Solo für Weiss – Das verschwundene Mädchen wurde von der Produktionsfirma Network Movie hergestellt. Die Dreharbeiten fanden vom 28. Juli 2015 bis zum 30. August 2015 in Hamburg, Kiel, Lübeck, Travemünde, Riga und Umgebung statt. Der Arbeitstitel des Films lautete: Blick in den Abgrund.
Uraufgeführt wurde der Film am 1. Oktober 2016 auf dem Filmfest Hamburg. Die Erstausstrahlung im deutschen Fernsehen erfolgt am 7. November 2016 im ZDF.
Solo für Weiss – Das verschwundene Mädchen wurde von 5,84 Mio. Zuschauern gesehen, was einem Marktanteil von 17,3 % entsprach. Damit erreichte der Film an diesem Abend den höchsten Zuschaueranteil in der Hauptsendezeit.

## Kritik
Laut TV Spielfilm erwarte den Zuschauer „Krimispannung mit emotionaler Tragweite.“ Und zu Anna Maria Mühe: „Mühe meistert den Spagat zwischen tougher Beamtin und verzweifelter Patentante mit Bravour.“
Der Filmdienst nannte den Film einen „solide gespielte[n], dramaturgisch freilich überladenen […] Krimi, der seinen Reiz aus der betont kühl agierenden Heldin bezieht.“
Tilmann P. Gangloff schrieb die Kritik für tittelbach.tv und zeigte Verständnis, dass es nun auch Anna Maria Mühe erwischt habe, die nach vielen Angeboten, eine Kommissarin zu spielen, bei Solo für Weiss offenbar nicht habe ablehnen können, was man verstehen könne. Die Titelheldin sei „eine kühl und rational agierende LKA-Zielfahnderin, eine äußerst interessante Figur“. Das Drehbuch „erspar[e] sich lange Vorreden und komm[e] gleich zur Sache“. Mühe spiele die Beamtin „sehr stringent als kontrollierte Frau“, die „wie auf Knopfdruck alle Gefühle ausschalten“ könne. Weiter befand Gangloff: „Bis auf die Führung der kleinen Daina-Darstellerin Grace Serrano-Zameza, deren Dialoge aufgesagt klingen, ist die dichte Inszenierung der handlungsreichen Geschichte ohnehin im positiven Sinne gutes Handwerk […]. Die Musik von Florian Tessloff ist stimmig und übernimmt an genau den richtigen Stellen die Führung. Am Schluss bleiben einige wichtige Fragen offen; zum Glück zeigt das ZDF den zweiten Film, ‚Die Wahrheit hat viele Gesichter‘, schon zwei Tage später.“
Ulrich Feld urteilte in der Frankfurter Neuen Presse: „Wie die ZDF-Reihe ‚Stralsund‘ wird auch die neue Serie ‚Solo für Weiss‘ im Wesentlichen von einer starken Frauenfigur und einer ebensolchen Schauspielerin getragen: Im ersteren Fall Katharina Wackernagel als Kommissarin Nina Petersen, hier Anna Maria Mühe. Mühe profitiert von einer gut akzentuierten, aber nicht überprofilierten Figur und einem Drehbuch, dass auf bewährte Zutaten Tempo, häufigen Ortswechsel und spannende Situationen.“ Gelobt wurde auch eine Regie, „die den Fall recht gut umsetzt, und der feine Einsatz von Musik und Geräuscheffekten“. Krimi-Fans werde insoweit „also was geboten“.
Matthias Hannemann von der Frankfurter Allgemeinen sah das etwas anders und rügte: „Anna Maria Mühe könnte als Ermittlerin groß rauskommen, doch dafür ist der ZDF-Krimi ‚Solo für Weiss‘ zu matt. Eine derartige Vorlage haben die sehr guten Schauspieler nicht verdient.“ Der Kritiker befindet, dass aus der Story etwas hätte werden können, was aber nicht der Fall sei. Der Auftakt wirke „ungelenk“ und werde erst mit Teil zwei „interessanter“. Das liege nicht an den Schauspielern. Die Geschichte selbst „streif[e]“ einen nur, „anstatt uns so zu packen, wie uns ein Krimi mit dieser Besetzung, die ja ein Versprechen [sei], packen sollte“.